# Допевець
Допевець (пол. Dopiewiec, нім. Wanenhain) — село в Польщі, у гміні Допево Познанського повіту Великопольського воєводства.
Населення — 958 осіб (2011).
У 1975-1998 роках село належало до Познанського воєводства.

## Демографія
Демографічна структура станом на 31 березня 2011 року:
|          | Загалом | Допрацездатний вік | Працездатний вік | Постпрацездатний вік |
| -------- | ------- | ------------------ | ---------------- | -------------------- |
| Чоловіки | 444     | 89                 | 325              | 30                   |
| Жінки    | 514     | 122                | 315              | 77                   |
| Разом    | 958     | 211                | 640              | 107                  |